# Königslutter am Elm
Königslutter am Elm is een plaats in de Duitse deelstaat Nedersaksen, gelegen in het Helmstedt. De stad telt 15.790 inwoners.

## Geografie
Königslutter am Elm heeft een oppervlakte van 130,57 km² en ligt in het midden van Duitsland.

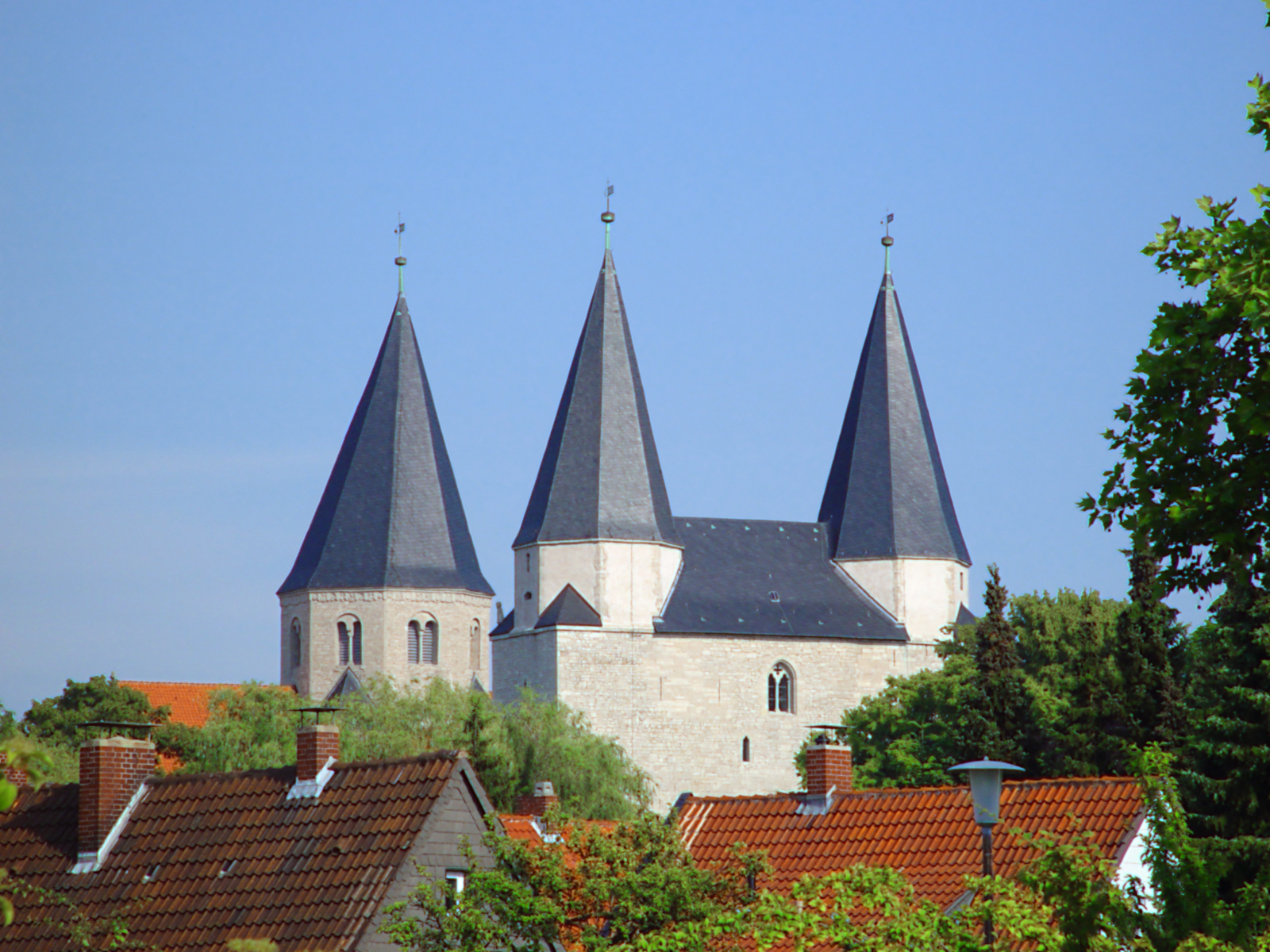
Kaiserdom in Königslutter

- Bibliothèque nationale de France: cb14503163g (data)
- Gemeinsame Normdatei: 4031555-1
- Library of Congress Control Number: n83039529
- MusicBrainz: 6ea7f796-1e84-4532-844e-cc618e08af52
- Nationale Bibliotheek van Tsjechië: ge343575
- Nationale Bibliotheek van Israël: 987007536663405171
- Système universitaire de documentation: 203855663
- Virtual International Authority File: 130452870
- WorldCat: E39PBJvhtt37QwK3tVdHRwdG73

Bahrdorf · 
Beierstedt · 
Büddenstedt · 
Danndorf · 
Frellstedt · 
Gevensleben · 
Grafhorst · 
Grasleben · 
Groß Twülpstedt · 
Helmstedt · 
Ingeleben · 
Jerxheim · 
Königslutter am Elm · 
Lehre · 
Mariental · 
Querenhorst · 
Räbke · 
Rennau · 
Schöningen · 
Söllingen · 
Süpplingen · 
Süpplingenburg · 
Twieflingen · 
Velpke · 
Warberg · 
Wolsdorf